# Favoritism (politică)
Favoritismul sau părtinirea politică (engl. "cronyism") reprezintă practica unei persoane de a oferi slujbe sau alte avantaje, în mod discriminatoriu, prietenilor sau colegilor cunoscuți (favorabili), în special în relațiile din lumea politică sau între politicieni și organizațiile care îi sprijină. De exemplu, se califică drept favoritism numirea „prietenilor” în funcții cu autoritate, fără a ține seama de calificările lor profesionale.
În sens general, favoritism are semnificația de acordare abuzivă și nemeritată a favorurilor.
Favoritismul ia naștere atunci când angajatorul și cel angajat se aflau, anterior, în contact social sau de afaceri. De obicei, angajatorul caută sprijin pentru dorința sa de a ocupa o anumită slujbă, o funcție cu autoritate sau pentru a realiza un proiect propriu; de aceea, el/ea va angaja (sau numi) persoane care să nu se opună, să nu voteze împotrivă și să nu exprime opinii contrare. În politică, „favoritism” este un termen satiric care implică cumpărarea și vinderea de avantaje, cum ar fi: „tranzacționarea” de voturi într-un organ legislativ, avantaje acordate anumitor organizații, numirea de ambasadori în posturi plăcute, în țări îndepărtate și exotice etc.

## Conceptul de favoritism
Autoritățile publice (guvernamentale, parlamentare, etc.) sunt cele mai susceptibile ținte pentru de acuzațiile de favoritism, întrucât ele se finanțează din bani publici. De regulă, ele sunt încurajate să practice transparența în contabilitate și în achizitii publice; totuși, nu există o delimitare clară a punctului în care numirea cuiva într-o funcție publică se poate califica drept „favoritism”.
Nu este neobișnuit ca un om politic să se înconjoare de subordonați cu calificări înalte și să întrețină „prietenii” (contacte) sociale, politice sau de afaceri care să ducă la numiri în posturi sau la acordări de contracte. De fapt, sfatul acestor „prieteni” este calea prin care omul politic a obținut poziția sa; de aceea, favoritismul este mai ușor de perceput decât de demonstrat. Politicienii și reprezentanții mediului de afaceri, oameni cu interese speciale (cum sunt reprezentanții sindicatelor sau ai asociațiilor patronale și profesionale) perfectează înțelegeri suspecte de favoritism prin onorarii „rezonabile” (și lucrative) acordate politicianului pentru discursurile sale sau prin finanțări legale acordate campaniei electorale a cuiva (om sau partid politic).
Favoritismul există și în organizațiile private, fiind numit, în mod familiar, „clubul băieților de altădată” (engl. "the old boys club") sau „cercul de aur” (engl. "the golden circle"); din nou, delimitarea între favoritism și simpla relaționare socială este greu de făcut.
În plus, favoritismul caracterizează relațiile existente între persoanele ce se cunosc în interiorul unei organizații private, în care afacerile, informațiile de afaceri și interacțiunea socială circulă între membrii influenți. Acest fenomen se cheamă „capitalism favorizant” (engl. "chrony capitalism") și reprezintă o încălcare a eticii economiei de piață; în economiile avansate, „capitalismul favorizant” este și o încălcare a legilor concurenței.
Dată fiind natura „capitalismului favorizant”, aceste practici neoneste de afaceri sunt întâlnite frecvent (dar nu exclusiv) în societățile cu un sistem legal ineficient. Ca urmare, există o presiune publică asupra puterii legislative pentru a impune un set de legi capabil să redreseze lucrurile și să reglementeze manipularea economiei spre interese private înguste sau de moment, de către oamenii de afaceri implicați și „prietenii” lor guvernamentali.
Costurile economice și sociale ale favoritismului sunt plătite de societate. Aceste costuri se reflectă în mai puține șanse de afaceri pentru majoritatea populației, diminuarea concurenței comerciale, prețuri „umflate” pentru bunurile de consum, performanță economică scăzută, cicluri ineficiente de investiții, motivare redusă a personalului (în organizațiile afectate de favoritism) și scăderea activității economice productive. Un cost al favoritismului, cu efecte practice, este reprezentat de proasta administrare a proiectelor publice și private ale societății. Favoritismul se auto-perpetuează și creează o cultură a favoritismului. De aceea el poate fi stăvilit doar printr-un cod legislativ cuprinzător, eficient și bine aplicat de către agenții guvernamentale a căror acțiune să producă efecte în fața tribunalelor.
Toate angajările suspecte de favoritism sunt controversate. Cel angajat poate alege să înlăture nemulțumirea sau să o ignore, în funcție de nivelul de libertate de exprimare care există în societate sau de cel al libertății individuale.
Unele apariții ale favoritismului sunt simplu de constatat. În ceea ce le privește pe celelalte, evaluarea calificărilor profesionale ale presupusului „favorit” trebuie făcută ulterior.